# روي كلايف إبراهام
روي كلايف إبراهام (بالإنجليزية: Roy Clive Abraham)‏ هو لغوي أسترالي ونيجيري، ولد في 16 ديسمبر 1890، وتوفي في 22 يونيو 1963.